# Sertões Cearenses
Sertões Cearenses is een van de zeven mesoregio's van de Braziliaanse deelstaat Ceará. Zij grenst aan de deelstaat Piauí in het westen en zuidwesten en de mesoregio's Sul Cearense in het zuiden, Centro-Sul Cearense in het zuidoosten, Jaguaribe in het oosten, Norte Cearense in het noordoosten en Noroeste Cearense in het noordwesten. De mesoregio heeft een oppervlakte van ca. 46.251 km². Midden 2004 werd het inwoneraantal geschat op 833.403.
Vier microregio's behoren tot deze mesoregio:
- Sertão de Crateús
- Sertão de Inhamuns
- Sertão de Quixeramobim
- Sertão de Senador Pompeu

Mesoregio's: Centro-Sul Cearense · Jaguaribe · Metropolitana de Fortaleza · Noroeste Cearense · Norte Cearense · Sertões Cearenses · Sul Cearense

Microregio's: Baixo Curu · Baixo Jaguaribe · Barro · Baturité · Brejo Santo · Canindé · Cariri · Caririaçu · Cascavel · Chapada do Araripe · Chorozinho · Coreaú · Fortaleza · Ibiapaba · Iguatu · Ipu · Itapipoca · Lavras da Mangabeira · Litoral de Aracati · Litoral de Camocim e Acaraú · Médio Curu · Médio Jaguaribe · Meruoca · Pacajus · Santa Quitéria · Serra do Pereiro · Sertão de Crateús · Sertão de Inhamuns · Sertão de Quixeramobim · Sertão de Senador Pompeu · Sobral · Uruburetama · Várzea Alegre